# Хайди (фильм, 2005)
«Хайди» (англ. Heidi) — фильм 2005 года режиссёра Пола Маркуса совместного производства США, Великобритании и Италии. Снят по повести «Хайди: годы странствий и учёбы» швейцарской писательницы Йоханны Спири, впервые опубликованной в 1880 году.
Съёмки фильма проходили в Словении и Уэльсе.

## Сюжет
Фильм повествует о событиях в жизни маленькой девочки Хайди, которую отдают на попечение её деда, живущего в Швейцарских Альпах. Дед — человек со сложным характером — постепенно сближается с внучкой, однако тётя перевозит Хайди во Франкфурт. Девочка вынуждена сживаться с новыми людьми: ровесницей Кларой, которая не может ходить, и строгой домоправительницей фройляйн Роттенмайер.

## В ролях
- Эмма Болджер — Хайди
- Макс фон Сюдов — дедушка, «дядя Альп»
- Джеральдина Чаплин — Роттенмайер
- Дайана Ригг — бабушка Клары
- Полин МакЛинн — тётя Хайди
- Джессика Клэридж — Клара
- Питер Уайт — пастор

## Критика
Критики сочли картину достаточно слабой, выделив игру Макса фон Сюдова.